# 原武史
原 武史（はら たけし、1962年8月29日 - ）は、日本の政治学者、明治学院大学名誉教授・放送大学客員教授。専攻は日本政治思想史。近現代の天皇・皇室や近代神道の研究を専門とする。日中文化交流協会理事。高千穂あまてらす鉄道総合研究所理事。講談社本田靖春ノンフィクション賞選考委員。

## 来歴
東京都渋谷区出身。西東京市のひばりが丘団地、東村山市の久米川団地、東久留米市の滝山団地、神奈川県横浜市青葉区の田園青葉台団地と、住宅団地を転々とする。44歳のとき、橋川文三が最晩年を過ごした借家にほど近い横浜市青葉区の東急田園都市線沿いの一戸建てに転居。

### 著作活動
日本近現代史での鉄道や団地、広場に関する研究著述が多く、抽象的な言説ではなく、具体的な場所に着目する「空間政治学」を提唱している。阪急電鉄の小林一三、東急電鉄の五島慶太、西武鉄道の堤康次郎といった鉄道事業家が行った活動に強い関心を示している。

### 学歴
- 1975年 - 東久留米市立第七小学校卒業
- 1978年 - 慶應義塾普通部卒業
- 1981年 - 慶應義塾高等学校卒業
- 1986年 - 早稲田大学政治経済学部（藤原保信ゼミ）卒業
- 1991年3月 - 東京大学大学院法学政治学研究科修士課程修了
- 1992年3月 - 東京大学大学院法学政治学研究科博士課程中退

### 職歴
- 1986年4月 - 国立国会図書館職員
- 1987年4月 - 日本経済新聞社東京社会部記者（宮内記者会に所属して昭和天皇の病状報道に従事）
- 1992年4月～1997年3月 - 東京大学社会科学研究所助手
- 1997年4月～2000年3月 - 山梨学院大学法学部助教授
- 2000年4月～2004年3月 - 明治学院大学国際学部助教授
- 2004年4月～2016年3月 - 同教授、国際日本文化研究センター客員教授
- 2006年7～8月 - ケンブリッジ大学東洋学部客員研究員
- 2008年4月～2012年3月 - 明治学院大学国際学部付属研究所所長
- 2016年4月～2024年3月 -放送大学教授
- 2016年5月 - 明治学院大学名誉教授
- 2024年4月－放送大学客員教授

## 人物
- 長年にわたる鉄道ファンであり、中学時代に学校行事「労作展」に出品するため、日本国有鉄道本社を訪れて部外秘のダイヤ図を入手して研究論文にまとめ、これが学者としての原点だったと回想している[2]。『朝日新聞』土曜朝刊別刷り「be」では「歴史のダイヤグラム」を連載し、日本近代史における鉄道に関するエピソードや、自らが高校時代から行った鉄道旅行（現在は廃線となった区間も多い）の回想を紹介している。講談社の月刊小雑誌『本』1996年1月号でも、鉄道を巡るエッセイ「鉄道ひとつばなし」を連載している。2011年の東日本大震災で大きな打撃を受けた三陸鉄道の切符1,000枚（60万円）を購入する支援を行った[3]。
- 慶應義塾高等学校に通うが、団地育ちの自分は慶應に馴染めないと感じ、慶應義塾大学への推薦入学を辞退した。
- 毎日放送『情熱大陸』2005年5月29日放送分に出演。
- 2009年6-7月、NHK教育テレビで『知る楽 "探究この世界" 「鉄道から見える日本」』月曜担当。
- 2017年度から放送大学社会と産業コース専門科目「日本政治思想史」をラジオで放送。
- 2022年度から放送大学社会と産業コース専門科目「空間と政治」をBSデジタルテレビ放送で放送。

## 受賞歴
- 1998年：『「民都」大阪対「帝都」東京――思想としての関西私鉄』で、サントリー学芸賞社会・風俗部門
- 2001年：『大正天皇』で、第55回毎日出版文化賞
- 2008年：『滝山コミューン一九七四』で、第30回講談社ノンフィクション賞
- 2008年：『昭和天皇』で、第12回司馬遼太郎賞
- 2024年：日本政治法律学会より現代政治学会賞を受賞

## 著書

### 単著
- 『直訴と王権――朝鮮・日本の「一君万民」思想史』（朝日新聞社、1996年）
  - 『直訴と王権－韓国と日本の民主主義思想史比較』（韓国・知識産業社、2000年）
- 『〈出雲〉という思想――近代日本の抹殺された神々』（公人社、1996年／講談社学術文庫、2001年）
- 『「民都」大阪対「帝都」東京――思想としての関西私鉄』（講談社選書メチエ、1998年／講談社学術文庫、2020年）
- 『大正天皇』（朝日選書、2000年／朝日文庫、2015年）
- 『可視化された帝国――近代日本の行幸啓』（みすず書房、2001年、増補版 同「始まりの本」、2011年）
- 『皇居前広場』（光文社新書、2003年／ちくま学芸文庫（増補版）、2007年／文春学藝ライブラリー（再訂・文庫）、2014年）
- 『鉄道ひとつばなし』（講談社現代新書、2003年）
- 『鉄道ひとつばなし2』（講談社現代新書、2007年）
- 『滝山コミューン一九七四』（講談社、2007年、講談社文庫、2010年）
- 『昭和天皇』（岩波書店〈岩波新書〉、2008年）
  - 『昭和天皇―未卸下的神性光芒』（台湾・臺灣商務印書館、2008年）
- 『松本清張の「遺言」 『神々の乱心』を読み解く』（文春新書、2009年）
  - 『松本清張の「遺言」 『昭和史発掘』『神々の乱心』を読み解く』（文春文庫（増補版）、2018年）
- 『沿線風景』（講談社、2010年、講談社文庫、2013年）
- 『「鉄学」概論 車窓から眺める日本近現代史』（新潮文庫、2011年）- 「鉄道から見える日本」を改訂
- 『鉄道ひとつばなし3』（講談社現代新書、2011年）
- 『震災と鉄道』（朝日新聞出版〈朝日新書〉、2011年）
- 『影の磁力』（幻戯書房、2012年）
- 『団地の空間政治学』（NHKブックス、2012年）
- 『レッドアローとスターハウス　もうひとつの戦後思想史』（新潮社、2012年／新潮文庫、2015年／新潮選書（増補版）、2019年）
- 『知の訓練―日本にとって政治とは何か』（新潮新書、2014年）
- 『思索の源泉としての鉄道』（講談社現代新書、2014年）
- 『皇后考』（講談社、2015年2月。講談社学術文庫、2017年12月）-『群像』2012年9月号から2014年にかけ連載
- 『潮目の予兆』（みすず書房、2015年8月）- 2013年3月-15年3月の公開日誌
- 『「昭和天皇実録」を読む』（岩波新書、2015年9月）
- 『〈女帝〉の日本史』（NHK出版新書、2017年10月）
- 『平成の終焉 退位と天皇・皇后』（岩波新書、2019年3月）
- 『天皇は宗教とどう向き合ってきたか』（潮出版社〈潮新書〉、2019年4月）
- 『「松本清張」で読む昭和史』NHK出版新書、2019年10月 - 「松本清張 昭和とは何だったか」を改訂
- 『地形の思想史』KADOKAWA、2019年12月。角川新書、2023年5月
- 『「線」の思考―鉄道と宗教と天皇と』新潮社、2020年10月。新潮文庫、2023年4月
- 『一日一考 日本の政治』河出書房新社〈河出新書〉、2021年6月
- 『歴史のダイヤグラム 鉄道に見る日本近現代史』朝日新書、2021年9月
- 『最終列車』講談社、2021年12月
- 『歴史のダイヤグラム 2号車　鉄路に刻まれた、この国のドラマ』朝日新書、2023年5月
- 『戦後政治と温泉　箱根、伊豆に出現した濃密な政治空間』中央公論新社、2024年1月
- 『象徴天皇の実像 「昭和天皇拝謁記」を読む』岩波新書、2024年10月
- 『日吉アカデミア一九七六』講談社、2025年3月
- 『歴史のダイヤグラム 3号車 「あのとき」へのタイムトラベル』朝日新書、2025年4月
- 『日本政治思想史』新潮選書、2025年5月

### 放送テキスト
- 『鉄道から見える日本 NHK知るを楽しむ』（日本放送出版協会、2009年6-7月）- 全8回
- 『松本清張スペシャル 昭和とは何だったか　100分de名著』（NHK出版）- 2018年3月放送テキスト

大学教材
- 『日本政治思想史』（放送大学教育振興会、2017年3月、改訂版2021年3月）
- 『空間と政治』（放送大学教育振興会、2022年3月）

### 共著
- （保阪正康）『対論 昭和天皇』（文春新書、2004年）
- （今尾恵介、杉崎行恭、矢野直美）『日本の鉄道 車窓絶景100選』（新潮新書、2008年）
- （水戸岡鋭治、野田隆、矢野直美、渡邉裕之）『デザイン満開 九州列車の旅』（INAX出版、2008年）
- （半藤一利・御厨貴）『卜部日記・富田メモで読む人間・昭和天皇』（朝日新聞社、2008年）
- （重松清）『団地の時代』（新潮選書、2010年）
- （大澤真幸、斎藤美奈子、橋本努）『1970年転換期における「展望」を読む 思想が現実だった頃』（筑摩書房、2010年）
- （酒井順子、関川夏央）『鉄道旅へ行ってきます』（講談社、2010年／角川文庫、2024年)
- （中川家礼二）『鉄塾』（ヨシモトブックス、2011年）
- （三浦しをん）『皇室、小説、ふらふら鉄道のこと。』（KADOKAWA、2019年）
- （奥泉光）『天皇問答』（河出新書、2024年12月）

### 編著
- 『「政治思想」の現在』（河出書房新社、2009年）
- 『「知」の現場から』（河出書房新社、2010年）
- 『「知」の十字路』（河出書房新社、2011年）
- 『歴史と現在』（河出書房新社、2012年）

### 共編著
- （吉田裕）『岩波天皇・皇室辞典』（岩波書店、2005年）
- 『昭和天皇 御召列車全記録』（新潮社、2016年9月）- 日本鉄道旅行地図帳編集部共編

### 論文
- 「Taisho:An Enigmatic Emperor and his Influential Wife」（Ben-Ami Shillony編『The Emperors of Modern Japan』、オランダ・BRILL、2008年所収）
- 「神がかる母と母を恐れる息子―貞明皇后と昭和天皇の母子関係」（『日本學研究』第32輯、韓国・檀國大學校日本研究所、2011年所収）